# Tommaso Avagliano
Tommaso Avagliano (Cava de' Tirreni, 8 settembre 1940 – Cava de' Tirreni, 21 settembre 2021) è stato un poeta, editore e scrittore italiano.
Professore, coniugato, tre figli (tra i quali il giornalista e saggista Mario Avagliano), viveva a Cava de' Tirreni. Dal 2000 era Cavaliere all'Ordine al Merito della Repubblica Italiana. Tra i molti riconoscimenti attribuiti alla sua attività, va ricordato il Premio “Guido Dorso” 2005 del Presidente del Senato per meriti culturali e il premio Gens Campana 2009.

## Biografia

### Studi ed attività culturali
Dopo il Liceo Classico “Marco Galdi” di Cava de' Tirreni, si laureò in Lettere Classiche presso l'Università di Napoli con una tesi in Storia dell'Arte sulla vita e l'opera del pittore e scrittore Luigi Bartolini, relatore Valerio Mariani.
Conseguita l'abilitazione all'insegnamento di italiano, latino, storia, geografia e storia dell'arte, fu docente di materie letterarie nelle scuole statali dal 1967 al 1994. Nello stesso periodo collaborò a quotidiani e periodici di carattere nazionale e locale, tra cui "Il Mattino" e "La Città". Fu fondatore e direttore, insieme a Sabato Calvanese, del Centro d'Arte e di Cultura “Il Portico” (1972–1997), che rappresentò per un quarto di secolo un punto di riferimento in Campania per l’arte e la cultura con numerose mostre di artisti nazionali di arte contemporanea, da Ligabue a De Chirico, da Guttuso a Picasso, e dei principali artisti della scuola salernitana come Mario Carotenuto, Ugo Marano, Pietro Lista, Antonio Petti, Paolo Signorino, Virginio Quarta. Innamorato della sua città, partecipa alle prime battaglie per la difesa dell’ambiente e dei beni culturali di Cava come socio fondatore dell’associazione Italia Nostra (1978) e s’impegna per la valorizzazione della storia e della cultura cavese con servizi televisivi su “Rtc Quarta Rete” e rubriche e articoli sui quotidiani “Corriere del Mezzogiorno”, “La Città”, “Roma” e “Il Mattino” e sui periodici cavesi “Il Castello”, “Il Pungolo”, “Cronache metelliane”, “Per”, “Cavanotizie”, “Il Giornale di Cava”, "Il Lavoro Tirreno" e fondando e dirigendo nel 1991 il giornale “Scacciaventi”. Ha fatto parte della Commissione comunale di Toponomastica e del Comitato scientifico del Centro Studi per la Storia di Cava de’ Tirreni.

### Attività di editore
Fondatore della casa editrice Avagliano Editore nel 1982, di cui fu direttore editoriale fino al 2005, diede vita a collane di narrativa moderna e contemporanea, saggistica storica e letteraria, attualità sociale, politica ed economica, memorialistica, arte, con oltre 300 titoli in catalogo, tra cui due best seller come "Francesca e Nunziata" di Maria Orsini Natale e "Il resto di niente" di Enzo Striano, entrambi tradotti nei principali paesi europei e trasposti in film di successo con attori come Sophia Loren e Giancarlo Giannini, con collane dirette da scrittori e studiosi come Michele Prisco e Attanasio Mozzillo e autori come Bufalino, Marotta, Chiara, Patti, Compagnone, Rea, Fruttero e Lucentini, Eduardo De Filippo, Bernari, Pomilio, Ojetti, Parise e Bartolini. 
Fu anche fondatore nel 2005 assieme al figlio Sante Avagliano della casa editrice Marlin Editore, nonché suo direttore editoriale, promuovendo numerose collane di successo, tra le quali "I lapilli", dedicata alla grande narrativa del Settecento e Ottocento, e "Filo spinato", dedicata alle pagine di memoria storica dell'Italia contemporanea, e pubblicando oltre 150 titoli di ricerca storica, narrativa e saggistica. Tra gli autori: Melville, Maraini, Stevenson, Conrad, Compagnone, Schifano, Chiara, John Hemingway.

## Attività di poeta, scrittore e saggista
Esordì nel 1964 con Poesie a Lil. Pubblicò numerosi libri di storia, poesia e letteratura. L'antologia completa delle sue poesie in italiano è stata pubblicata nel marzo 2022 con il titolo Torna domani, inverno. Poesie di una vita (1959-2021).

## Opere
- Poesie a Lil, Cava de' Tirreni 1964
- I soavi starnuti, Cava de' Tirreni 1966
- Incontro con Carotenuto, Il Portico Editore, Cava de' Tirreni 1972
- Profilo del Marchese Genoino, Il Portico Editore, Cava de' Tirreni 1982
- Marco Polo, il viaggiatore meraviglioso, Roma 1983
- Aria di Cava, Avagliano Editore, Cava de' Tirreni 1984
- Epigrammi di Masoagro, Il Portico Editore, Cava de' Tirreni 1987
- Giornale di viaggio, Il Portico Editore, Cava de' Tirreni 1987
- In un'ora di luce, Avagliano Editore, Cava de' Tirreni 1990
- Una città chiamata La Cava, Avagliano Editore, Cava de' Tirreni 1999 (seconda edizione 2004)
- Un poeta tra le rose, Avagliano Editore, Cava de' Tirreni 2002
- Tra veglia e suonno, Il Portico Editore, Cava de' Tirreni 2005
- Erano tutti suoi figli. Mamma Lucia tra storia e leggenda, Marlin Editore, Cava de' Tirreni 2020
- Torna domani, inverno. Poesie di una vita (1959-2021), Marlin Editore, Cava de' Tirreni 2022
- C'era una volta a Cava. Come in un film di parole, il racconto di un borgo tra colline e mare, Marlin Editore, Cava de' Tirreni 2023

Ha curato:
- A. Genoino, Le Sicilie al tempo di Francesco I, Avagliano Editore, Cava de' Tirreni 1982
- F. Marcellino, A tempo pierzo, E. Di Mauro, Cava de' Tirreni 1983
- A. Genoino, Scritti di storia cavese, Avagliano Editore, Cava de' Tirreni 1985
- Principessa di Villa, Passeggiate nei dintorni di Cava, Avagliano Editore, Cava de' Tirreni 1994
- S. Calvanese, Amico di pittori, Avagliano Editore, Cava de' Tirreni 2003
- Dalla storia alle storie. Pagine di vita cavese 1915-1945, Marlin Editore, Cava de' Tirreni 2013
- P. Craven, Tra i monti della Cava. Gente, credenze e usanze in un villaggio dell'800, Marlin Editore, Cava de' Tirreni 2014